# Amnesia (нічний клуб)
38°56′51″ пн. ш. 1°24′29″ сх. д. / 38.947498° пн. ш. 1.408061° сх. д.
Amnesia (укр. Амнезія) — один із найвідоміших нічних клубів на Ібіці. Відкрився в 1976 році і отримав титул найкращого глобального клубу у 2007, 2008, 2009 і 2011 роках на церемонії нагородження IDMA в Маямі. Клуб розташований недалеко від села Сан-Рафаель на шосе між Сан-Антоні-де-Портмані та містом Ібіца.

## Історія

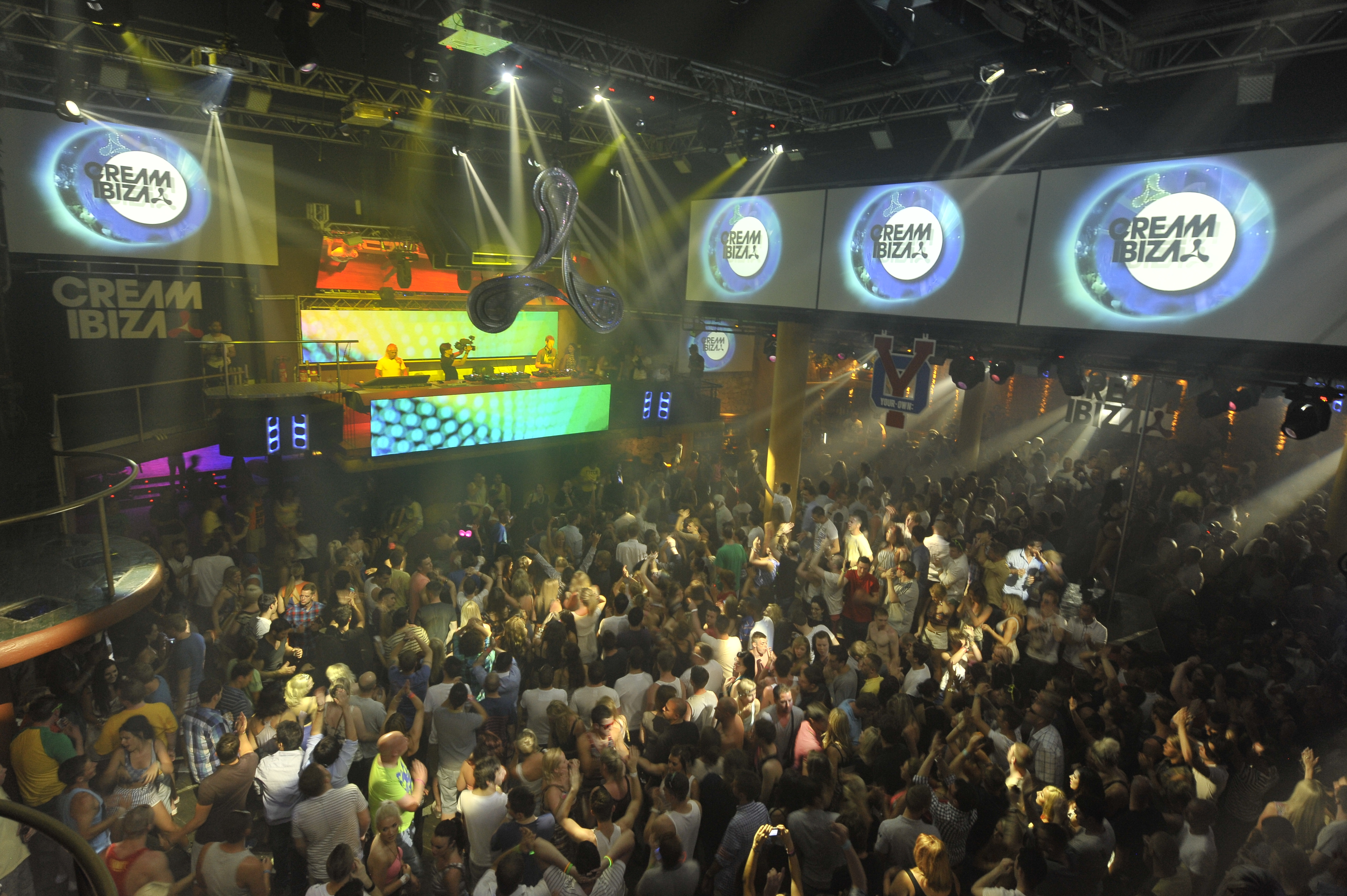
Так звана Головна зала амнезії в 2012 році

Фінка (заміський будинок), який став нічним клубом Amnesia, був проданий у квітні 1970 року сім'єю Планельс, яка мешкала в цьому будинку протягом п'яти поколінь, вдові з аристократичного походження. У травні 1976 року вдова підписала п'ятирічний договір оренди будинку з Антоніо Ескохотадо, філософом, що народився в Мадриді, який прибув на острів п'ять років тому, щоб почати нове життя.
Ібіца, яка стала місцем для туризму в 1950-х роках, у 1970-х була вуликом контркультури та ідеалістів. Ескохотадо прагнув перетворити старий фермерський будинок на місце для груп хіпі та культури. Він відкрив дискотеку під назвою El taller del olvido («Майстерня незабуття»). Його метою було висловити думку, що коли люди виходять на вулицю вночі, це означає забути про свої проблеми та віддатися невідомому світу, далекому від звичайної рутини. Співзасновник Маноло Саенс де Ередіа запропонував грецьке слово Amnesia. Спочатку вхід був дешевим, 25 песет (еквівалент 1.74 євро на зараз), включаючи одну газовану воду або пиво. Обмежень доступу не було. Ескохотадо не був зацікавлений у комерційному прибутку і покинув справу через 8 місяців. Танцмайданчик був просто неба, сеанси тривали до 00:00-01:00 години.
У 1978 році Гінес Санчес, виробник з Мадрида, заволодів Amnesia. Несподівані закриття чергувалися з літом із заповненими натовпами в конкуренції з іншими дискотеками, такими як Ku (тепер Privilege Ibiza), Pacha, Glory's і Lola's.
У 1980-х Amnesia заволодів Пронтсіо Ізагірре, змінивши її тему на танцювальну музику, суміш поп фанку та хіп-хопу. На той час поширилось фрістайл мікшування, хаус збирався взяти верх, але на той час ді-джей Альфредо Фіоріто винайшов жанр балеарський хаус. У 1984 році був поширений у вживанні препарат мескалін з Валенсії
Наприкінці 1980-х рутинна схема була:
1. До 3 ночі бари в порту.
2. До 5 ранку, Пача.
3. До 6 ранку Ку.
4. Амнезія.[5]

22 червня 1991 року Amnesia знову відкрився під керівництвом MFC. Клуби Ібіци почали набувати міжнародної популярності. У середині 1990-х років Езна Сендс привела британських промоутерів і лейблі, зокрема Джозефа Маллена, на Балеарські острови та в Amnesia. Острів, який колись був лише місцем для відпочиваючих віком від 18 до 30 років, став Меккою для любителів танцювальної музики. Якщо раніше кожен клуб мав індивідуальність, то тепер вечірки залежали від теми чи найнятого діджея. У липні 1995 року з Німеччини привезли техно-вечірки.
Клуб розширювався, кількість барів збільшилася з чотирьох до 16, а штат із 30 осіб збільшився до понад 200 співробітників, включаючи офіціантів, танцюристів гоу-гоу, охорону та адміністративний персонал. Станом на 2003 рік зал вміщав 5000 осіб і розділений на дві зони: головну залу та терасу.
З 2005 року Amnesia управляється ліверпульським нічним клубом Cream, створеним і заснованим Джозефом Малленом у 1995 році. Маллен продав бренд компанії Cream UK за 4,8 мільйона фунтів стерлінгів і пішов з музичної індустрії.
Протягом багатьох років клуб приймав таких ді-джеїв і живих виконавців, як Калвін Гарріс, Swedish House Mafia, Alesso, Marshmello, Dimitri Vegas & Like Mike, Стів Ейокі, Eric Prydz, Sigala, Sigma, Jonas Blue, Sonny Fodera, Gorgon City, Faithless, Chase &amp; Status, Pete Tong, Fatboy Slim, Duke Dumont, Danny Howard, Satin Jackets, Philip George, Regard і DJ Fresh.